# Janusz Leydo
Janusz Leydo ps. Cord (ur. 7 kwietnia 1928 w Łomży, zm. 5 listopada 2018 w Toruniu) – polski lekarz, uczestnik ruchu oporu podczas II wojny światowej, powstaniec warszawski. 

## Życiorys
W 1935 roku przeniósł się wraz z rodzicami z Łomży do Warszawy. Tu kontynuował naukę w szkole powszechnej oraz ukończył gimnazjum na tajnych kompletach. Podczas okupacji wstąpił w szeregi 4 Warszawskiej Drużyny Harcerskiej. Od 1942 roku był członkiem Batalionu NOW-AK „Gustaw”. Uczestniczył w licznych zadaniach konspiracyjnych m.in. w utrzymywaniu łączności z oddziałami stacjonującymi w Puszczy Kampinoskiej, zrzutach węgla i żywności z przejeżdżających transportów, kolportażu prasy podziemnej oraz dożywianiu dzieci żydowskich z getta. Podczas powstania walczył na Woli, Starym Mieście i w Śródmieściu. Był trzykrotnie ranny, m.in. podczas eksplozji „czołgu pułapki” na ulicy Kilińskiego w Warszawie w dniu 13 sierpnia 1944 roku. Po upadku powstania wyszedł z miasta wraz z rannymi i został przewieziony do obozu przejściowego Dulag 121 w Pruszkowie.
Po zakończeniu wojny wyjechał do Torunia, gdzie zdał maturę w 1946 roku. Następnie studiował medycynę na Pomorskiej Akademii Medycznej im. gen. Karola Świerczewskiego w Szczecinie, którą to uczelnię ukończył w 1953 roku ze specjalizacją lekarza chorób wewnętrznych. Mieszkał i pracował w Toruniu. Po śmierci został pochowany na toruńskim cmentarzu św. Jerzego.

## Odznaczenia i awanse
Za swe zasługi został odznaczony Krzyżem Kawalerskim Ordery Odrodzenia Polski, Złotym Krzyżem Zasługi, Krzyżem Armii Krajowej, Warszawskim Krzyżem Powstańczym, Krzyżem Partyzanckim oraz Medalem za Warszawę 1939–1945. Po wojnie został awansowany do stopnia pułkownika Wojska Polskiego w stanie spoczynku.